# Elsa Jean

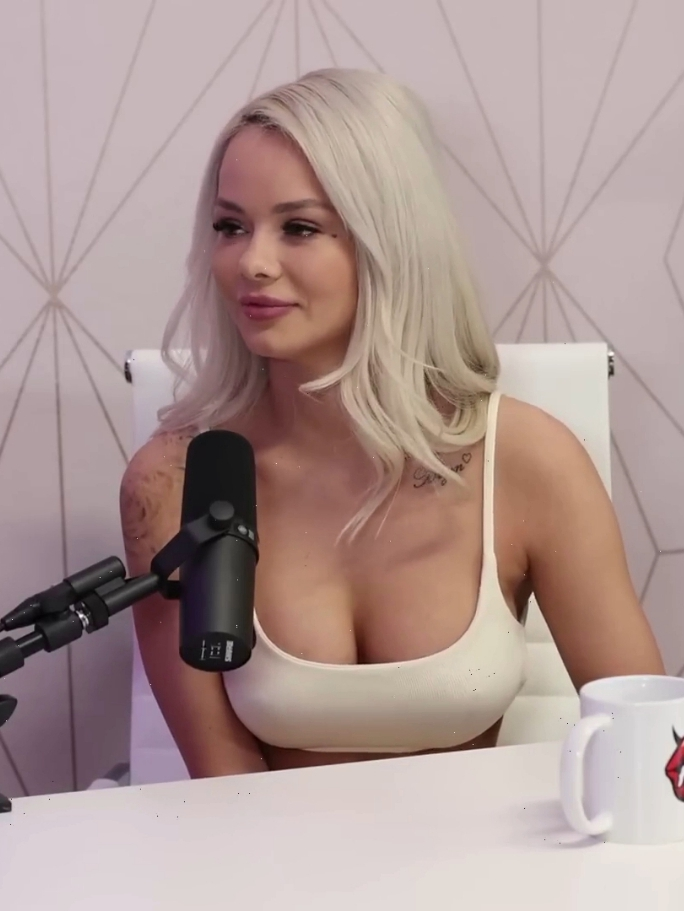
Elsa Jean (2023)

Elsa Jean (* 1. September 1996 als Sapphire Nicole Howell in Canton, Ohio) ist eine US-amerikanische Pornodarstellerin.

## Leben
Jean schloss die Highschool bereits mit 16 Jahren ab und besuchte im Anschluss die George Mason University, um Chirurgieassistentin zu werden. Nachdem sie 18 wurde, brach sie jedoch ab und ging ins Pornogeschäft. Dort wurde sie zu einer der populärsten Neudarstellerinnen der Szene. Ihren Künstlernamen wählte sie nach Königin Elsa, einer Figur aus dem Disney-Film Die Eiskönigin – Völlig unverfroren. 2016 wurde sie für den AVN Award gemeinsam mit Jenna Sativa als Trophy Girl, das den Gewinnern die Preise überreicht, ausgewählt.
2023 erklärte sie, keine Aufnahmen für Pornoproduktionsfirmen mehr gemacht zu haben und „aus der Pornoindustrie ausgestiegen“ zu sein, nachdem sie sich bei einer solchen Szene eine Geschlechtskrankheit zugezogen hatte, weil die Produzenten die erforderlichen Tests vernachlässigt und sie deswegen belogen hatten.
Im Jahr 2022 gehörte Jean zu den Spitzenverdienern von 1 % bei OnlyFans und sagte in einem Interview, dass sie im Laufe des Jahres 750.000 US-Dollar mit OnlyFans und 30.000 US-Dollar mit NFT-Verkäufen verdient habe.

## Filmografie (Auswahl)
- 2015: Cum Inside Me
- 2015: I Came Inside My Sister 2
- 2015: Kayden Kross' Casting Couch 2
- 2015: School Girls Love Monster Cocks
- 2015: Teenage Rampage 21
- 2015: Teens in Tight Jeans 6
- 2016: Bi Cuckolds 36
- 2016: Daddy and Me
- 2015: Kittens & Cougars 10
- 2016: Our Family's Little Secret
- 2016: Teen Hitchhikers
- 2016: Diary of a Nanny 8
- 2017: Bang POV 6
- 2017: Interracial Icon 7
- 2017: It’s a Daddy Thing! 7
- 2017: Natural Beauties 5
- 2018: Yoga Pants
- 2018: Black & White 12
- 2018: Artcore: Angels
- 2019: Tonight’s Girlfriend 77
- 2020: Influence Part 1
- 2020: Bang POV 14
- 2021: Tushy Raw 22
- 2021: Blacked Raw 40

## Auszeichnungen
| Jahr | Preis            | Kategorie                                       | Resultat  |
| ---- | ---------------- | ----------------------------------------------- | --------- |
| 2016 | AVN Award        | Fan Award: Hottest Newcomer                     | Nominiert |
| 2016 | XBIZ Award       | Best New Starlet                                | Nominiert |
| 2017 | XRCO Award       | New Starlet                                     | Gewonnen  |
| 2018 | NightMoves Award | Most Underrated Female Performer (Fan’s Choice) | Gewonnen  |
| 2019 | NightMoves Award | Best Adult Star Feature Dancer (Fan’s Choice)   | Gewonnen  |
| 2021 | XRCO Award       | Star Showcase                                   | Gewonnen  |